# Charles Claxton
Pour les articles homonymes, voir Claxton.
Charles Claxton Jr. (né le 13 décembre 1970 à Saint Thomas dans les Îles Vierges américaines) est un ancien joueur américain de basket-ball, évoluant au poste de pivot.

## Carrière
Charles Claxton joue à Miami Carol City High School à Miami, avant de rejoindre l'université de Géorgie.
Il est sélectionné par les Suns de Phoenix au 50e rang de la draft 1994.
Il dispute trois matchs avec les Celtics de Boston en 1995–1996. Il figure également dans l'effectif des Cavaliers de Cleveland (en octobre 1995) et au Jazz de l'Utah (en octobre 1996), mais ne participe pas à un seul match avec ces équipes.